# Ґолді Стайнберґ
Ґолда Чацкелівна Ґурфінкель (їд. גורפינקעל גאָלד, молд. Golda Gurfinkel, рос. Го́лда Ха́цкелевна Гурфи́нкель, у шлюбі Ґолді Стайнберґ (англ. Goldie Steinberg, 30 жовтня 1900 року, Кишинів, Бессарабська губернія, Російська імперія) — 16 серпня 2015 року, Лонг Біч, Нью-Йорк, США) — молдовсько-американська супедовгожителька, найстаріша повністю верифікована людина єврейського походження, а також найстаріша повністю верифікована людина, яка народилась у Російській імперії. На момент її смерті у віці 114 років і 290 днів, вона була шостою живою найстарішою людиною в світі, а також другою в США (після Сюзанни Мушатт Джонс).

## Життєпис
Ґолда Ґурфінкель народилась 30 жовтня 1900 року в Кишиневі, Російська імперія (зараз Кишинів, Молдова) в сім'ї Реба Чацкеля та Двойри Ґурфінкель. Вона вважається останньою жертвою погрому в Кишиневі в 1903 році. Була однією з восьми дітей в родині. Вдома говорили тільки на їдиші, в школі вона навчалася цією ж мовою. Рано залишилася без матері. Батько працював із залізом і постачав його на фабрику в Тулі. У 1923 році Ґолда та її сестри Рейзл і Сара покинули Румунське королівство і переїхали до США. Вона оселилася у Брукліні, де вже жив її дядько Макс, успішний бізнесмен.
Ґолді жила в одній і тій же квартирі в Бенсонхерсті, Бруклін, протягом 72 років. Вона була професійною швачкою. Працювала на фабриці, яка випускала сукні для дівчаток, до 80 років. У 1932 році Ґолді одружилася зі своїм земляком, ювеліром, який працював на Фултон Стріт (Бруклін), Філіпом Стайнберґом (1901—1967). У шлюбі народила двох дітей — сина Дона Сарджента (нар. 1935) і дочку Енн Тейчер (нар. 1942), які були живі, коли їй виповнилось 114 років.
Ґолді Стайнберґ жила сама до 104 років, доки не переїхала в будинок для літніх людей Grandell Rehabilitation and Nursing Center з кошерним харчуванням в містечку Лонг Біч на Лонг-Айленді. Мала чотирьох онуків та сім правнуків.
Ґолді Стайнберґ померла 16 серпня 2015 року у віці 114 років і 290 днів. Вона є найстарішою повністю верифікованою людиною в історії, яка народилась у Російській імперії та на території сучасної Молдови. Також вона є найстарішою повністю верифікованою особою єврейського походження. Станом на вересень 2018 року Ґолді Стайнберґ займає 52 місце в списку 100 найстаріших повністю верифікованих людей в історії.